# Susan Basemera
Susan Basemera es una cantante y actriz ugandesa.

## Biografía
Originaria de Uganda, Basemera comenzó a cantar en coros escolares a la edad de ocho años. Conocida como Zani Lady C en su país de origen, tuvo su gran oportunidad en 1995, cuando se unió a la banda Waka Waka y lanzó la canción "Yimilila awo". En 2012, se mudó a los Estados Unidos para avanzar en su carrera. Aunque principalmente se enfoca en la actuación, lanzó la canción "Goolo Goolo" en 2015.

## Carrera
En 2016, apareció en el cortometraje Gubagudeko con Mahershala Ali. También interpretó al personaje principal en Can You Keep a Secret. En 2020, participó como Yuliana en la serie Little America de Apple TV+, que presenta historias de inmigrantes en los Estados Unidos. Obtuvo el papel después de que un director envió un volante y ella envió un correo electrónico para posteriormente audicionar. En una escena, muestra su herencia vistiendo un gomesi.
Según ella, la industria cinematográfica de Uganda va por detrás de la estadounidense en términos de producción, equipamiento, personajes y distribución.

## Filmografía
- 2012: Love Collision (voz)
- 2016: Gubagudeko
- 2016: Can you keep a secret
- 2020: Little America